# 쿠르트 닐센
쿠르트 에리크 클레페 닐센(노르웨이어: Kurt Erik Kleppe Nilsen, 1978년 9월 29일 ~ )은 노르웨이의 가수이다.